# Liste der Naturdenkmale in Uebigau-Wahrenbrück
Die Liste der Naturdenkmale in Uebigau-Wahrenbrück enthält alle Bäume, welche als Naturdenkmal in  der Stadt Uebigau-Wahrenbrück im Landkreis Elbe-Elster durch Rechtsverordnung geschützt sind. Naturdenkmäler sind Einzelschöpfungen der Natur, deren Erhaltung wegen ihrer hervorragenden Schönheit, Seltenheit oder Eigenart oder ihrer ökologischen, wissenschaftlichen, geschichtlichen, volks- oder heimatkundlichen Bedeutung im öffentlichen Interesse liegt. Grundlage ist die Veröffentlichung des Landkreises Elbe-Elster.

## Legende
In den Spalten befinden sich folgende Informationen:
- Nr.: Identifizierungsnummer nach veröffentlichter Liste. Sie wird von der unteren Naturschutzbehörde des Landkreises oder der kreisfreien Stadt vergeben. Wenn sie bekannt ist, wird sie angegeben. In dieser Spalte kann sich zusätzlich das Wort Wikidata befinden, der entsprechende Link führt zu Angaben zu diesem Naturdenkmal bei Wikidata.
- Bezeichnung: Benennung des Naturdenkmals, in der Regel wird bei Bäume die Baumart genannt. Bekannte Eigennamen werden mit angegeben.
- Gemarkung: Ort oder Gemarkung, in der sich das Naturdenkmal befindet
- Lage: Nennt die Lage des Naturdenkmals im jeweiligen Ortsteil und die geografischen Koordinaten des Naturdenkmals. Link zu einem Kartenansichtstool, um Koordinaten zu setzen. In der Kartenansicht sind Naturdenkmale ohne Koordinaten mit einem roten beziehungsweise orangen Marker dargestellt und können in der Karte gesetzt werden. Denkmale ohne Bild sind mit einem blauen bzw. roten Marker gekennzeichnet, Denkmale mit Bild mit einem grünen beziehungsweise orangen Marker.
- Beschreibung: die Beschreibung des Naturdenkmales
- Schutzzweck: Erläutert den Grund der Unterschutzstellung
- Bild: Zeigt ein Bild des Naturdenkmales und gegebenenfalls ein Link zu weiteren Fotos im Medienarchiv Wikimedia Commons

## Liste
| Bild                                    | Bezeichnung  | Lage | Beschreibung | Schutzzweck                                                               | Nummer |
| --------------------------------------- | ------------ | --- | ------------ | ------------------------------------------------------------------------- | ------ |
| Fotos hochladen                         | Stieleiche   | Langennaundorf, auf dem Dorfanger; Flur 2; Flurstück 490/219 (51° 36′ 18,7″ N, 13° 20′ 25″ O)                           |              | naturgeschichtlich, landeskundlich, Eigenart, Schönheit                   | 13     |
| Fotos hochladen                         | Stieleiche   | Langennaundorf, auf dem Dorfanger; Flur 2; Flurstück 490/219 (51° 36′ 18,4″ N, 13° 20′ 25,9″ O)                         |              | Eigenart, Schönheit                                                       | 14     |
| BW                                      | Stieleiche   | Wildgrube, Dorfstraße 11, in der Dorfaue; Flur 1; Flurstück 797 (51° 35′ 18,8″ N, 13° 23′ 0,2″ O)                       |              | Eigenart, Schönheit                                                       | 15     |
| Weitere Bilder Fotos hochladen          | Stieleiche   | Uebigau, auf dem Marktplatz; Flur 1; Flurstück 1050 (51° 35′ 41,6″ N, 13° 18′ 0,9″ O)                                   |              | landeskundlich, Eigenart, Schönheit                                       | 30     |
| Direkt Bild zu diesem Denkmal hochladen | Stieleiche   | Wiederau, auf dem Dorfanger; Flur 4; Flurstück 55/7 ()                                                                  |              | landeskundlich, Eigenart, Schönheit                                       | 31     |
| Weitere Bilder Fotos hochladen          | Stieleiche   | Bahnsdorf, am Ortseingang; Flur 6; Flurstück 24 (51° 38′ 23,4″ N, 13° 18′ 8,1″ O)                                       |              | landeskundlich, Eigenart, Schönheit                                       | 32     |
| Weitere Bilder Fotos hochladen          | Linde        | Neudeck, Schlosshof; Flur 1; Flurstück 33/3 (51° 37′ 57,4″ N, 13° 17′ 1,4″ O)                                           |              | landeskundlich, Eigenart, Schönheit                                       | 33     |
| Weitere Bilder Fotos hochladen          | Stieleiche   | München, auf Wiesenfläche zwischen München und Langennaundorf; Flur 1; Flurstück 140 (51° 36′ 25,6″ N, 13° 19′ 14,5″ O) |              | naturgeschichtlich, Eigenart, Schönheit                                   | 34     |
| Direkt Bild zu diesem Denkmal hochladen | Stieleiche   | Drasdo, am Fischteich; Flur 2; Flurstück 356/130 ()                                                                     |              | naturgeschichtlich, Eigenart, Schönheit                                   | 35     |
| Direkt Bild zu diesem Denkmal hochladen | Stieleiche   | Drasdo, am Fischteich; Flur 2; Flurstück 161 ()                                                                         |              | naturgeschichtlich, Eigenart, Schönheit                                   | 36     |
| BW                                      | Bergulme     | Drasdo, auf dem Friedhof; Flur 2; Flurstück 109 (51° 37′ 12,6″ N, 13° 21′ 20,2″ O)                                      |              | Seltenheit, Eigenart, Schönheit                                           | 37     |
| Direkt Bild zu diesem Denkmal hochladen | Ulme         | Drasdo, vor dem ehemaligen Gemeindehaus; Flur 2; Flurstück 164 ()                                                       |              | Seltenheit, Eigenart, Schönheit                                           | 38     |
| Direkt Bild zu diesem Denkmal hochladen | Linde        | Domsdorf, auf dem Dorfanger; Flur 3; Flurstück 594/122 ()                                                               |              | landeskundlich, Eigenart, Schönheit                                       | 59     |
| BW                                      | Traubeneiche | Rothstein, Wahrenbrücker Straße; Flur 3; Flurstück 106/1 (51° 33′ 30,5″ N, 13° 24′ 51,9″ O)                             |              | Eigenart, Schönheit                                                       | 60     |
| BW                                      | Sommerlinde  | Rothstein, vor Dorfstraße 19; Flur 3; Flurstück 155/116 (51° 33′ 34,5″ N, 13° 24′ 55″ O)                                |              | landeskundlich, Eigenart, Schönheit                                       | 61     |
| Direkt Bild zu diesem Denkmal hochladen | Stieleiche   | Wahrenbrück, an der Kleinen Elster; Flur 6; Flurstück 7/1 ()                                                            |              | naturgeschichtlich, Eigenart, Schönheit                                   | 62     |
| Fotos hochladen                         | Sommerlinde  | Wahrenbrück, an der Mühle; Flur 6; Flurstück 6 (51° 32′ 53,8″ N, 13° 22′ 7,4″ O)                                        |              | wissenschaftlich, naturgeschichtlich, landeskundlich, Eigenart, Schönheit | 63     |
| BW                                      | Linde        | Uebigau, auf den Elsterwiesen bei Uebigau; Flur 2, Flurstück 1 (51° 36′ 9,2″ N, 13° 19′ 32,8″ O)                        |              | Eigenart, Schönheit                                                       | 264    |
| BW                                      | Linde        | Uebigau, auf den Elsterwiesen bei Uebigau; Flur 2, Flurstück 1 (51° 36′ 10,4″ N, 13° 19′ 31,7″ O)                       |              | Eigenart, Schönheit                                                       | 265    |